# Темірканов Юрій Хатуєвич
Юрій Хатуєвич Темірканов (кабард. Темыркъан Юрий
, рос. Ю́рий Хату́евич Темирка́нов; 10 грудня 1938, Нальчик, Кабардино-Балкарія — 2 листопада 2023, Санкт-Петербург) — радянський і російський диригент, народний артист СРСР. Протягом більше двадцяти років — беззмінний керівник ЗКР Академічного симфонічного оркестру Санкт-Петербурзької філармонії

## Біографія
Навчався в музичній школі при Ленінградській консерваторії по класах скрипки і альта, потім — у консерваторії по класу оперно-симфонічного диригування Іллі Мусіна. У рік закінчення консерваторії (1965) Темірканов дебютував в Ленінградському малому театрі опери та балету з оперою Верді «Травіата». Рік по тому переміг на II Всесоюзному конкурсі диригентів в Москві, і в 1968 очолює Академічний симфонічний оркестр Ленінградської філармонії. З 1976 по 1988 Темірканов — художній керівник і головний диригент театру опери та балету імені Кірова. З оркестром цього театру в 1987 він, зокрема, виступав у Лондоні з постановками опер «Борис Годунов», «Пікова дама» і «Євгеній Онєгін».
Після смерті Євгена Мравінського в 1988 році Темірканова призначено художнім керівником і головним диригентом ЗКР Академічного симфонічного оркестру Санкт-Петербурзької філармонії. З цим колективом диригент працює і сьогодні.
Темірканов часто виступає із зарубіжними оркестрами: ще в 1980 році він отримав місце запрошеного диригента Королівського філармонічного оркестру в Лондоні, а з 1992 по 1998 обіймав посаду головного диригента цього оркестру. Серед інших колективів, з якими працював Темірканов — Симфонічний оркестр Балтімора, Симфонічний оркестр Данського радіо та інші.
З 2007 Темірканов — головний запрошений диригент Великого театру Росії.
Диригентський стиль Темірканова відзначений яскравою емоційністю, глибиною проникнення в авторський задум як в симфонічних творах, так і в операх. Серед записів Темірканова — симфонії П. Чайковського, Д. Шостаковича, балети І. Стравинського, опера Р. Щедріна «Мертві душі» та інші твори переважно російського репертуару.
Помер 2 листопада 2023 року у Санкт-Петербурзі.

## Нагороди та премії
- Орден «За заслуги перед Вітчизною» I ступеня (9 грудня 2008) — за видатний внесок у розвиток вітчизняного та світового музичного мистецтва, багаторічну творчу діяльність[8]
- Орден «За заслуги перед Вітчизною» II ступеня (10 грудня 2003) — за видатний внесок у розвиток музичного мистецтва[9]
- Орден «За заслуги перед Вітчизною» III ступеня (1998)
- Орден Леніна (1983)
- Орден «Святі Кирило і Мефодій» (Болгарія, 1998)
- Народний артист СРСР (1981)
- Народний артист РРФСР (1976)
- Народний артист Кабардино-Балкарської АРСР (1973)
- Державна премія Російської Федерації в області літератури і мистецтва 1998 року (4 червня 1999) -за концертні програми 1995—1998 років академічного симфонічного оркестру Санкт-Петербурзької філармонії імені Д. Д . Шостаковича[10]
- Премія Президента Російської Федерації в області літератури і мистецтва 2002 року (13 лютого 2003)[11]
- Державна премія СРСР (1976, 1985)
- Державна премія РРФСР імені М. І. Глінки (1971) — за концертні програми 1968—1970 років
- Премія «Тріумф» (2003)
- Царскосельская мистецька премія (2002)
- Орден Науки і Культури «Катерина Велика» (2002)
- Почесний громадянин Санкт-Петербурга (2009)

Премія Аббіаті «Найкращий диригент року» (2003, 2007).
Почесний знак «За заслуги перед Кабардино-Балкарській Республікою» (2008)
Орден «За заслуги перед Санкт-Петербургом» (2008)